# مجاز در فلسفه
مجاز (به انگلیسی: Metaphor) اسمی است که در غیر معنی خود به کار رفته باشد و این به موجب مناسبتی است که بین معنی اصلی و معنی مجازی آن وجود دارد.
مثل اینکه شخص شجاع را شیر و شخص مکّار را روباه و شخص سبک سر را پروانه بنامند.
مجاز چیزی است که از محل اصلی خود به محل دیگری، به موجب مناسبتی که بین این دو معنی وجود دارد، تجاوز کند.
مناسبت بین دو معنی، یا از حیث صورت است، یا از حیث معنی لازم و مشهور، یا از حیث قرب و مجاورت.
مجاز دارای انواع بسیار است. از آن جمله است: مجاز مرسل، استعاره، مجاز عقلی، مجاز لغوی، مجاز مرکب که برای شرح آنها باید به کتابهای معانی بیان رجوع کرد.
مجاز به معنی داستان، مثل و افسانه، که اقسام مجاز طوری در آنها به کار رفته‌است که علائم آن منطبق با اشیائی است که از آنها تعبیر شده‌است گفته می‌شود.
در چنین مواردی، مجاز عبارت است از تعبیر افکار مجرد توسط صور مشخص و علائم محسوس و افعال جزئی.
مانند داستان غار در فلسفه افلاطون و مثال کشاورز در انجیل متی (باب سیزدهم)،
در فلسفه اسلامی مثال‌های متعددی از این قبیل مجاز وجود دارد که حکایت و قصه نامیده می‌شود. از قبیل داستان مرغان سلامان و آبسال و داستان مرغان از احمد غزالی و امثال آن.
این داستانها همه قصد آن دارند که معانی عقلی را توسط[زبان رمز و مجاز بیان کنند.
انسان وقتی که می‌گوید «شیر آمد»، در حقیقت کلمه «شیر» را که نام حیوانی است که ضرب‌المثل شجاعت است، به جای نام خود آن شخص می‌گذارد و با آن لفظ «عاریتی» از آن شخص تعبیر می‌کند.
پس ماهیت استعاره که نوعی مجاز است عبارتست از بکار بردن لفظی بجای دیگری که بین معنای آن دو لفظ مشابهت وجود دارد به منظور اثبات یکی از اوصاف یکی از این دو برای دیگری.
مجاز فلسفی از مجاز ادبی و عرفی متمایز است. اگر چیزی به لحاظ فلسفه مجاز باشد، مستلزم این نیست که به لحاظ ادبیات و عرف نیز مجاز به حساب آید، بلکه ممکن است از این منظر، مجاز فلسفی، حقیقت باشد.
نقش استعاره، فراتر از «آموزش»، «زیبایی» و «بیان نادقیق» است، بلکه در دل اندیشه‌ای که به مدد استعاره صورت می‌گیرد، مضامینی را می‌یابیم که قابل تحدید و تعریف نیستند و نمی‌توانیم آنها را تقلیل (reduction) دهیم.
استعاره تنها جنبه موقتی ندارد و قابل تحویل به تعریفی دقیق نیست. در مواجهه با نظام فکری یک فیلسوف، باید به اهمیت استعاره‌ها و ماجرای متافورولوژی توجه کنیم و اهمیت استعاره را از جنبه‌های هستی‌شناختی، معرفت‌شناختی، زیبایی‌شناختی و عمل مشخص کنیم.